# 小埃塞魚
小埃塞魚（学名：Gobiobotia minutus）为輻鰭魚綱鯉形目鲤科的其中一種，分布於非洲坦干伊喀湖，為特有種，體長可達11公分。
其种加词“minutus”意为“小的”。